# Port lotniczy Zalindżi
Port lotniczy Zalindżi (IATA: ZLX, ICAO: HSZA) – port lotniczy położony kilka kilometrów na wschód od miejscowości Zalindżi w Darfurze Środkowym w Sudanie.
W 2014 roku Ministerstwo Obrony Sudanu podpisało umowę z Khartoum Airports Holdings w sprawie budowy nowego, usytuowanego kilka kilometrów dalej, lotniska dla Zalindżi.

## Wypadki
24 grudnia 2005 roku, wkrótce po starcie, rozbił się samolot An-28 wyczarterowany przez Unie Afrykańską. Na pokładzie było jedynie dwóch pilotów, Ukrainiec i Mołdawianin, którzy zginęli w katastrofie. Przyczyną była prawdopodobnie utrata kontroli nad maszyną. 
11 listopada 2010 roku na lotnisku miał miejsce wypadek samolotu linii Tarco Airlines. W trakcie lądowania lecącego z Chartumu samolotu An-24 rozerwały się dwie opony, co zaskutkowało rozpadem samolotu na dwie części i wybuchem pożaru. Różne źródła podają, że zginęło między 1 a 6 osób spośród 44 lecących samolotem.